# 阿卜杜拉烏夫·菲特拉提

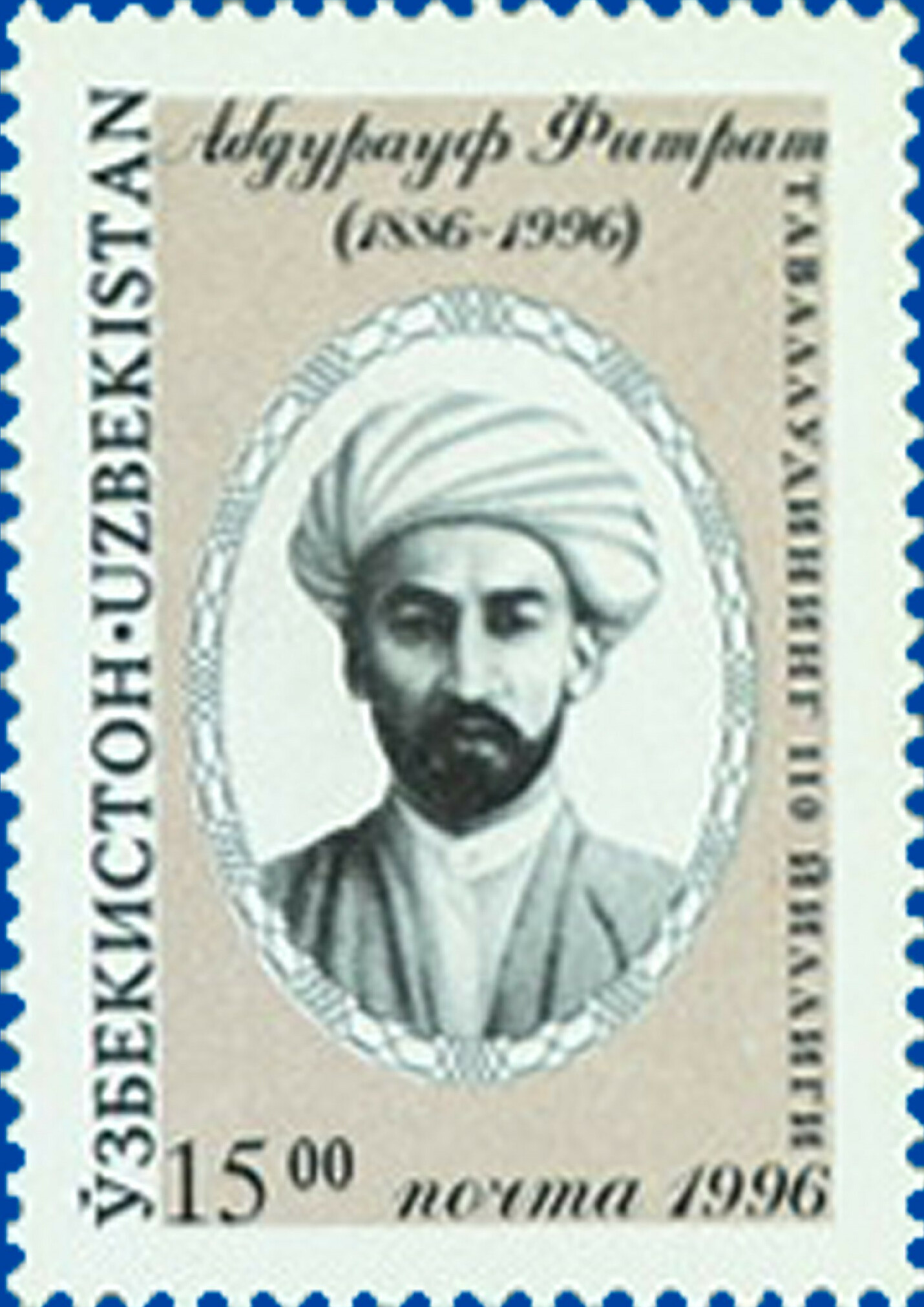
1996年乌兹别克斯坦发行的阿卜杜拉乌夫·菲特拉提110年诞辰纪念邮票

阿卜杜拉烏夫·菲特拉提（1886年—1938年10月4日），是在俄屬中亞著名的現代派人物。他是一個扎吉德（革新）主義者，並對烏茲別克文學現代化作出貢獻。
他生於布哈拉，在1909年前往伊斯坦堡學習文學和歷史。在1914年返回中亞參與文化活動並加入青年布哈拉人，1920年，他成為布哈拉蘇維埃人民共和國教育部長的首席部長和經濟部長。但在1923年被推翻之後，他成為中亞突厥文化的學者（蘇聯視為犯罪），在1937年被肅清，1938年被處決。